# Silvio Dante
Silvio Manfred Dante, interpretato da Steven Van Zandt, è uno dei personaggi principali della serie televisiva I Soprano: è il consigliere della Famiglia DiMeo e amico d'infanzia del boss Tony Soprano. 
In italiano è doppiato da Fabrizio Temperini.
Come gli altri personaggi principali dell'immaginaria organizzazione mafiosa dei DiMeo, ha anch'esso un suo corrispettivo reale di riferimento: si pensa che il personaggio di Silvio sia probabilmente basato sul vero mafioso del New Jersey Thomas Ricciardi.
Nella pellicola del 2021 I molti santi del New Jersey, prequel ambientato negli anni Sessanta, il personaggio è interpretato da John Magaro .

## Biografia
Come si apprende dalla fonte ufficiale, Silvio Dante è di origini calabresi, figlio di Joseph "Beppo" Dante, esponente della mafia ucciso nel 1959.
Conosce Tony Soprano da quando entrambi erano bambini e si può a ragione considerare l'uomo di cui il boss si fida maggiormente, la persona a cui è maggiormente vicino (si veda l'intera stagione 6, in cui Silvio, al contrario degli altri capitani, non viene mai sospettato di fare il doppio gioco e la cui fedeltà non è mai messa in discussione).
Il suo sogno era quello di entrare nel mondo dello spettacolo come cantante, ma diventerà invece proprietario di diversi strip club del New Jersey, reclutando spogliarelliste e gestendo il covo criminale dei Soprano, il Bada Bing.
La sua entrata "ufficiale" nel mondo mafioso avviene con il celebre colpo alla bisca clandestina di Michele "Feech" La Manna, compiuto assieme al giovane Tony e al futuro boss, Jackie Aprile Sr.
Nella prima stagione è un soldato della banda Soprano, agli ordini di Tony. Già allora però era come una sorta di consigliere per Tony. Nella seconda stagione Tony, dopo la sua elevazione a boss, promuove Paulie capitano di quella che era la sua banda e Silvio consigliere ufficiale della Famiglia DiMeo. Nonostante la sua posizione, si occupa anche di gestire le finanze della Famiglia DiMeo e di uccidere gli informatori e i traditori.
Silvio è stato il personaggio a cui Tony ha affidato la maggior parte degli omicidi di traditori, spesso al termine delle stagioni: 
Jimmy Altieri, Big Pussy e Adriana, (rispettivamente al termine delle stagioni 1, 2 e 5), tutti eliminati dopo aver scoperto la loro collaborazione con l'FBI: Burt Gervasi (stagione 6), invece, stava tradendo i DiMeo per i Lupertazzi di New York.

## Sogni di Silvio
Anche di Silvio viene mostrato un sogno, riguardante l'amico Big Pussy Bonpensiero, ucciso con Tony e Paulie.
Accade nell'ep. 36: Silvio è al Bada Bing e sogna di vedere Pussy intrappolato con la testa in una gigantesca trappola per topi (alludendo al suo ruolo di traditore, per il quale viene spesso chiamato "topo di fogna" dopo la morte).
Silvio non mostra quasi mai le proprie emozioni e sentimenti, per questo viene "usato" da Tony come sicario prediletto: tuttavia, l'uccisione di Big Pussy, amico fraterno, lascia un segno in Silvio, che, anche prima di sparargli, si allontana per rimanere da solo e litiga verbalmente con Tony.

## Omicidi commessi da Silvio Dante
- Jimmy Altieri, su mandato di Tony, in quanto sospettato di essere un informatore dell'FBI (Aprile 1999, ep. 13);
- Big Pussy Bonpensiero, ucciso assieme a Tony e Paulie dopo aver scoperto che era un informatore dell'FBI (9 Giugno 2000, ep. 26);
- Adriana La Cerva, uccisa dopo aver scoperto che era anch'essa un'informatrice dell'FBI (30 Novembre 2004, ep. 64);
- Dominic "Fat Dom" Gamiello, pugnalato a morte da Satriale dopo una violenta lite con Carlo Gervasi (Novembre 2006, ep. 76);
- Burt Gervasi, strangolato nella sua abitazione dopo che gli aveva proposto di passare nella Famiglia Lupertazzi (Novembre 2007, ep. 85);